# الناصية (الحيمة الداخلية)

تعديل مصدري - تعديل

الناصية هي إحدى قرى عزلة الحدب بمديرية الحيمة الداخلية التابعة لمحافظة صنعاء، بلغ تعداد سكانها 229 نسمة حسب تعداد اليمن لعام 2004.